# Флоро Флорес, Антонио
Антонио Флоро Флорес (итал. Antonio Floro Flores; 18 июня 1983, Неаполь) — итальянский футболист, нападающий.

## Карьера

### Клубная
Флоро Флорес — воспитанник «Наполи». Дебютировал в Серии А в 2001 году. После 4 лет, проведённых в клубе, был отдан в аренду «Сампдории», где играл 6 месяцев. Вскоре он был продан в «Ареццо», клуб Серии B. За 79 матчей Антонио забил 28 голов и обратил на себя внимание скаутов «Удинезе». С 2007 по 2011 год выступал за клуб из Удине.
18 января 2011 года «Удинезе» отдал нападающего в аренду «Дженоа» сроком до 30 июня 2011 года. Генуэзцы имели право выкупить Флоро Флореса за 8,5 млн евро.
9 августа 2011 года продлил контракт с «Удинезе» сроком до 30 июня 2016 года.

### Международная
В 2004 году Флоро Флорес играл за молодёжную сборную Италии.